# Scurelle
Scurelle är en ort och kommun i provinsen Trento i regionen Trentino-Sydtyrolen i Italien. Kommunen hade 1 417 invånare (2018).